# Quercus rehderiana
Quercus rehderiana — вид рослин з родини букових (Fagaceae); поширений у південно-східній Азії.

## Опис
Дерево до 20 м заввишки; на великій висоті це лише невеликий звивистий чагарник. Молоді гілочки спочатку блідо-коричнево запушені, стають безволосими. Листки вузько еліптичні, еліптичні, довгасті або обернено-яйцюваті, 3–6 × 2–4 см, зберігаються 3 роки, закруглені з обох кінців; край цілий, віддалено хвилястий, з деякими колючими зубчиками; оголені з обох боків (волоски знизу, якщо такі є, прості та з'єднані); ніжка листка запушена чи гола, 2–7 мм завдовжки. Великі маточкові суцвіття довжиною 3.5–12 см; чоловічі сережки довжиною 18 см. Жолудь 1 см завдовжки й 0.8 см у діаметрі; чашечка луската, діаметром 0.8–1.2 см.
Період цвітіння: травень — червень. Період плодоношення: жовтень — листопад наступного року.

## Середовище проживання
Поширений на півдні Китаю, у Таїланді.
Населяє гірські ліси до субальпійських чагарників; зростає на висотах 1500–4000 м.